# Tassadane Haddada
Tassadane Haddada (în arabă تسدان حدادة) este o comună din provincia Mila, Algeria.
Populația comunei este de 17.378 de locuitori (2008).